# Julián Ríos Cáceres
Julián Ríos Cáceres fue un gobernador y diplomático hondureño.

## Biografía
Hijo de Apolonia Ríos y José del Carmen Cáceres, en 1920 fue graduado de Derecho de la Universidad Nacional Autónoma de Honduras.
De 1926 a 1928, fue gobernador Cortés (Honduras) y Departamento de Atlántida.
Se fue Secretario Privado de Francisco Bertrand.
Del 02 de julio de 1938 al 24 de marzo de 1949 fue embajador de Tiburcio Carías Andino ante Franklin D. Roosevelt.
Del 1 y el 22 de julio de 1944 fue presidente de la delegación de Honduras a los Acuerdos de Bretton Woods.
Del 25 de abril al 26 de junio de 1945 representó Tiburcio Carías Andino en la Conferencia de las Naciones Unidas sobre Organización Internacional en San Francisco.
De 1946 a 1948 fue gobernador del Fondo Monetario Internacional y del Banco Mundial. 
A partir del 02 de diciembre de 1949 fue embajador en Buenos Aires.